# Jakopovac
Jakopovac falu Horvátországban Belovár-Bilogora megyében. Közigazgatásilag Tapalóchoz tartozik.

## Fekvése
Belovártól légvonalban 14, közúton 18 km-re északnyugatra, községközpontjától 3 km-re keletre, a Bilo-hegység déli oldalának egyik magaslatán fekszik.

## Története
A település már a középkorban is létezett, plébániáját 1334-ben említik a zágrábi püspökséghez tartozó plébániák között „Item ecclesia sancti Jacobi, prope ibidem” néven. 1501-ben Benedek nevű plébánosát említik „Benedictus plebanus in Jacopelcz, habet capellanum Laurenemm de Warasd” alakban. Nevét Szent Jakab apostol tiszteletére szentelt templomáról kapta.
A török megszállás teljesen megváltoztatta az itteni táj képét. A lakosság legnagyobb része az ország biztonságosabb részeire menekült, másokat rabságba hurcoltak. Ezután ez a vidék több évtizedre lakatlanná vált. A török uralom után a területre a 17. századtól folyamatosan telepítették be a keresztény lakosságot. A település 1774-ben az első katonai felmérés térképén a falu „Dorf Jakupovacz” néven szerepel. A település katonai közigazgatás idején a szentgyörgyi ezredhez tartozott.
A település Lipszky János 1808-ban Budán kiadott repertóriumában „Jakupovecz” néven szerepel.
Nagy Lajos 1829-ben kiadott művében „Jakupovecz” néven 58 házzal, 329 katolikus vallású lakossal találjuk.
A katonai közigazgatás megszüntetése után Magyar Királyságon belül Horvátország részeként, Belovár-Kőrös vármegye Belovári járásának része volt. A településnek 1857-ben 317, 1910-ben 445 lakosa volt. Az 1910-es népszámlálás szerint lakosságának 98%-a horvát anyanyelvű volt. 1918-ban az új szerb-horvát-szlovén állam, majd később Jugoszlávia része lett. 1941 és 1945 között a németbarát Független Horvát Államhoz, majd a háború után a szocialista Jugoszláviához tartozott. A háború után a fiatalok elvándorlása miatt lakossága folyamatosan csökkent. 1991-től a független Horvátország része. 1991-ben lakosságának 99%-a horvát nemzetiségű volt. 2011-ben a településnek 138 lakosa volt.

## Lakossága
| Lakosság változása | Lakosság változása | Lakosság változása | Lakosság változása | Lakosság változása | Lakosság változása | Lakosság változása | Lakosság változása | Lakosság változása | Lakosság változása | Lakosság változása | Lakosság változása | Lakosság változása | Lakosság változása | Lakosság változása | Lakosság változása |
| ------------------ | ------------------ | ------------------ | ------------------ | ------------------ | ------------------ | ------------------ | ------------------ | ------------------ | ------------------ | ------------------ | ------------------ | ------------------ | ------------------ | ------------------ | ------------------ |
| 1857               | 1869               | 1880               | 1890               | 1900               | 1910               | 1921               | 1931               | 1948               | 1953               | 1961               | 1971               | 1981               | 1991               | 2001               | 2011               |
| 317                | 350                | 323                | 398                | 418                | 445                | 453                | 462                | 396                | 414                | 325                | 272                | 227                | 188                | 157                | 138                |

## Nevezetességei
Szent Jakab apostol tiszteletére szentelt római katolikus kápolnája a falu közepén áll. Az épület már a középkorban is létezett, a helyi plébániát már 1334-ben említik a zágrábi püspökség plébániái között. A templom keletelt, egyhajós épület. A szentélyhez délről csatlakozik a sekrestye. Harangtornya a nyugati homlokzat felett áll.